# Acraea vesperalis
Acraea vesperalis är en fjärilsart som beskrevs av Grose-smith 1890. Acraea vesperalis ingår i släktet Acraea och familjen praktfjärilar. Inga underarter finns listade i Catalogue of Life.